# 트리샤 닉슨 콕스

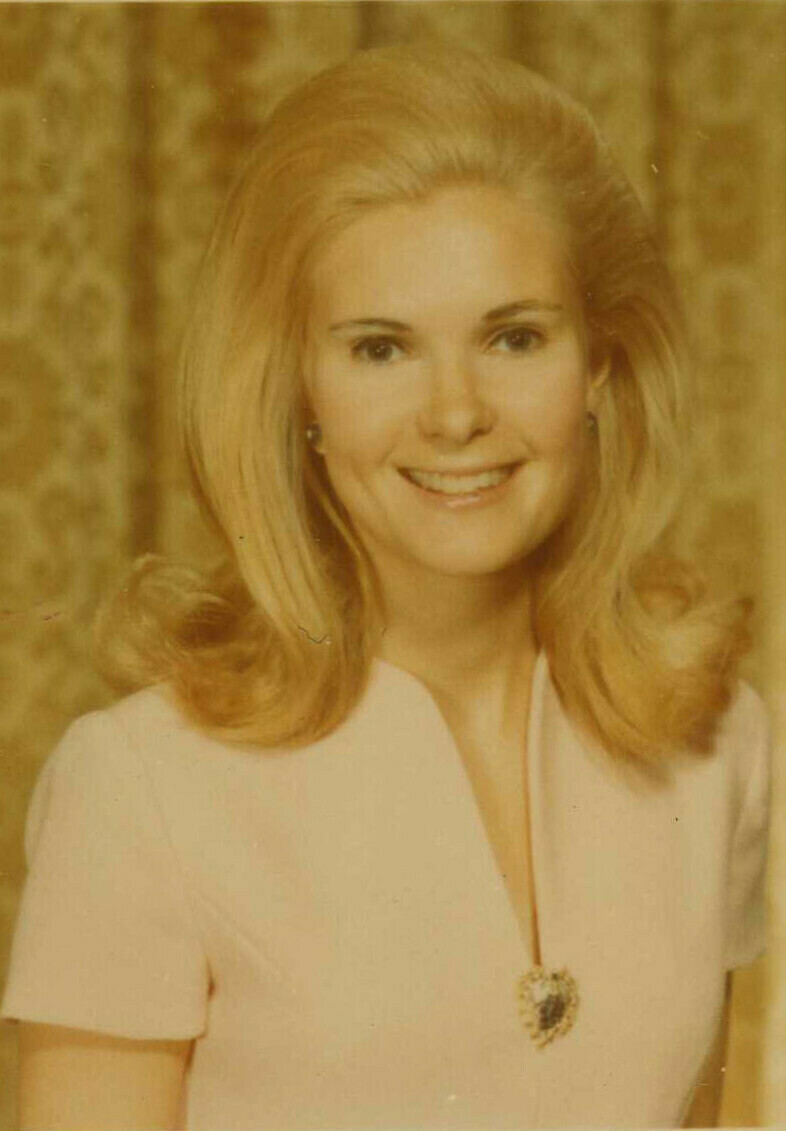
1971년의 닉슨 콕스

패트리샤 닉슨 콕스(영어: Patricia Nixon Cox, 1946년 2월 21일 ~ )는 미국의 제37대 대통령 리처드 닉슨과 팻 닉슨의 딸이자, 줄리 닉슨 아이젠하워의 언니이다. 그녀는 에드워드 F. 콕스와 결혼했으며, 크리스토퍼 닉슨 콕스의 어머니이다. 그녀의 아버지의 공직 생활에서, 콕스는 줄리의 더 많은 정치적 관여와는 대조적으로, 의례적인 역할을 수행했다. 그녀는 많은 유세 현장과, 그의 취임식 이후, 전세계의 국가 여행에 그와 동행했다.